# Gustave Guillaume
Gustave Guillaume (16 de dezembro de 1883 – 3 de fevereiro de 1960) foi um linguista e filólogo francês, criador da teoria linguística conhecida como psicomecânica.

## Carreira
Guillaume foi apresentado à linguística pelo gramático comparativo Antoine Meillet, aluno de Ferdinand de Saussure. Ele tornou-se versado no método histórico e comparativo e adotou sua tradição mentalista e visão sistêmica da linguagem. Em sua primeira grande publicação, Le problème de l'article et sa solutions dans la langue française (O problema do artigo e sua solução na língua francesa) (1919), Guillaume se propôs a aplicar o método comparativo aos usos do artigos em francês moderno, a fim de descrever seu sistema mental localizado na mente pré-consciente do falante, e não no tempo pré-histórico. Ele continuaria sua pesquisa sobre o sistema de artigos pelos próximos 20 anos.
Em 1929, com Temps et Verbe, descreveu como os sistemas de aspecto, modo e tempo operam para produzir uma imagem do tempo própria do evento que é expresso por um verbo em uma frase. Esta descoberta deu-lhe uma primeira visão do sistema mental – o psicossistema, como mais tarde o chamou – do verbo e levou-o a perceber que, como parte do discurso, o verbo é um sistema de sistemas que o falante pode use para construir um verbo sempre que for necessário durante o dar e receber da fala comum. A partir daí em sua carreira, ele tentou analisar como palavras de diferentes tipos são construídas – tentando identificar os sistemas gramaticais envolvidos na configuração da importância lexical de uma palavra, dando origem às classes gramaticais observadas no francês e em outras línguas indoeuropeias.
Isto levou Guillaume à conclusão de que a linguística envolve muito mais do que analisar como compreendemos o que ouvimos e lemos. Ele decidiu que era essencial adotar o ponto de vista do falante, o que envolveria muito mais do que pronunciar palavras e ligá-las para formar uma frase: "Estudar uma língua em circunstâncias tão próximas quanto possível das circunstâncias reais de uso, deve-se, como um falante, começar com a língua em um estado virtual e traçar como o falante atualiza essa virtualidade". Em outras palavras, antes de falarmos uma palavra para expressar a experiência específica que temos em mente, devemos recorrer às potencialidades mentais adquiridas com nossa língua materna para representar essa experiência formando o significado da palavra, tanto lexical quanto gramatical, e para atualizar seu sinal físico. Essa constatação confirmou seu postulado inicial de que a linguagem consiste em língua e discurso, linguagem e fala, entendida como um binário operativo, potencial para real, e não como uma dicotomia estática como a langue e parole condicional de Saussure.
A análise contínua das palavras por Guillaume levou-o a ver cada tipo de palavra ou classe gramatical como um meio de incorporar certas possibilidades sintáticas nas próprias palavras, a serem implantadas na frase. O desafio que isto representa para um linguista é encontrar os meios de analisar as operações mentais pré-conscientes, os psicomecanismos, como ele os chamou, que dão origem a cada classe gramatical. Isto, por sua vez, levou-o a examinar línguas onde as palavras não são formadas desta forma e, nos seus últimos anos, a sugerir as bases para uma teoria geral da palavra, ou como ele costumava dizer, do vocábulo, para evitar o perigo de impingir o tipo de palavra indo-europeia em línguas de um tipo muito diferente.

## Escritos
Ao longo de sua carreira docente, de 1938 a 1960 na École pratique des hautes études, Guillaume escreveu suas palestras, geralmente ministradas duas vezes por semana. Estes, juntamente com várias notas de pesquisa e ensaios, compõem cerca de 60.000 páginas manuscritas mantidas no Fonds Gustave Guillaume da Universidade Laval, na cidade de Quebec. Até a data, foram publicados 20 volumes destes documentos (Presses de l'Université Laval). O único volume dos escritos de Guillaume traduzido para o inglês é Foundations for a Science of Language, uma série de trechos de várias palestras e ensaios, o primeiro dos quais, de sua palestra inaugural de 1952-1953, começa da seguinte forma:

"A ciência se baseia na percepção de que o mundo das aparências fala de coisas ocultas, coisas que as aparências refletem, mas não se assemelham. Uma dessas percepções é que o que parece ser uma desordem na linguagem esconde uma ordem subjacente - uma ordem maravilhosa. Esta observação é não o meu – vem do grande Meillet, que escreveu que 'uma linguagem envolve um sistema onde tudo se encaixa e tem um design maravilhosamente rigoroso'. Esta visão tem sido o guia e continua a ser o guia dos estudos aqui realizados."

## Prêmios e reconhecimentos
Guillaume recebeu o Prix Volney (Prêmio Volney) por seu trabalho em filologia comparada em 1917.
A Association International de Psychomécanique du Language (AIPL) organiza uma conferência internacional a cada três anos para estudiosos influenciados pela abordagem de Guillaume à linguagem.